# سارگیس اوردیان
سارگیس اوردیان (ارمنی: Սարգիս Օրդյան؛ زاده ۲۰ دسامبر ۱۹۱۸ – درگذشته ۲۰۰۳) نقاش اهل ارمنستان-اوکراین بود. 

## زندگی‌نامه
در ۲۰ دسامبر ۱۹۱۸ در روستای آیگدزور، شهرستان شامشادیان (اکنون بخشی از استان تاووش) ارمنستان به دنیا آمد. اودیان با آرئوهات گریگوریان ازدواج نمود و صاحب دو فرزند به نام‌های رافیک و آناهیت شد. اودیان ارمنستان را به مقصد مولداوی ترک نمود جایی که سال‌ها وی در آنجا زندگی نمود پیش از این که در اودسا، اوکراین سکونت گزیند. در شهر اودسا وی تحت عنوان نقاش تنها «"the Lonely Painter"» شناخته می‌شد. اوردیان در ۲۰۰۳ در سن ۸۵ سالگی درگذشت و اودسا به خاک سپرده شد. امروزه تعداد کمی از آثار وی باقی مانده‌است؛ و تعدادی از آنها در مجموعه‌های خصوصی در ارمنستان نگهداری می‌شوند.